# Protactinium
Le protactinium est un élément chimique de symbole Pa et de numéro atomique 91.
C'est un métal gris-argent de la famille des actinides.
Son nom est composé du mot grec πρῶτος « premier » et d'« actinium », le protactinium 231 précédant l'actinium dans la chaîne de désintégration radioactive de l'uranium 235.

## Historique
L'isotope 234Pa a été identifié en 1913 par Kasimir Fajans et Otto H. Göhring, qui l'avaient nommé « brévium » (bref) bien qu'en 1900, William Crookes l'ait séparé d'un échantillon d'uranium sans l'identifier (il lui donne le nom d'uranium-X).
Puis Otto Hahn et Lise Meitner ont découvert en 1918 le 231Pa, plus stable, en donnant à l'élément le nom de protoactinium. Il n'a été isolé qu'en 1934 par le procédé Van-Arkel-de-Boer. Le protoactinium est renommé en protactinium par l'IUPAC en 1949.

## Isotopes
Parmi les 29 isotopes connus du protactinium, aucun n'est stable. Les plus stables sont 231Pa (demi-vie 32 760 ans), 233Pa (période 26,967 jours) et 230Pa (période 17,4 jours). Tous les autres isotopes ont des périodes inférieures à 1,6 jour. Cet élément possède également deux isomères peu stables, 217mPa (1,15 ms) et 234mPa (1,17 minute).
Deux des isotopes du protactinium sont des produits intermédiaires situés en seconde position dans la chaîne de désintégration radioactive de l'uranium naturel :
- l'isotope 231 est issu de la désintégration β− du thorium 231 selon (νe désignant l'antineutrino électronique) :

235
92U ⟶ 231
90Th + 4
2He ;
231
90Th ⟶ 231
91Pa + e− + νe.
- l'isotope 234m est issu de la désintégration β− du thorium 234 selon :

238
92U ⟶ 234
90Th + 4
2He ;
234
90Th ⟶ 234m
91Pa + e− + νe.
Du fait de son rayonnement α intense, le protactinium 231 est très radiotoxique par ingestion (0,71 μSv/Bq pour un adulte) et par inhalation (jusqu’à 140 μSv/Bq pour un adulte), soit des valeurs supérieures à celles du plutonium 238.

## Gisements
Le protactinium est présent en très faible quantité (typiquement de l'ordre de 1 ppm) dans les gisements naturels de minéraux uranifères (type pechblende), où il se forme lors de la lente décroissance radioactive de l'uranium. C'est un des plus rares et des plus coûteux des éléments naturels.

## Propriétés
Le protactinium est supraconducteur avec une température critique de 1,4 K.

## Composés chimiques
Composés connus du protactinium :
- fluorures : PaF4 et PaF5 ;
- chlorures : PaCl4 et PaCl5 ;
- bromures : PaBr4 et PaBr5 ;
- iodures : PaI3, PaI4 et PaI5 ;
- oxydes : PaO, PaO2 et Pa2O5.

## Utilisations
Le protactinium a été utilisé dans des scintillateurs de détection de rayons X et des céramiques de condensateurs. L'isotope 231Pa est également utilisé dans la méthode de datation 231Pa / 235U.